# مانويل ناسيمنتو
مانويل ناسيمنتو (15 يناير 1994 - ) هو لاعب كرة يد أنغولا.